# Manolita Luque Albalá
Manolita Luque Albalá (segle XX) fou una dirigent política republicana, compromesa socialment.
Presidenta a Alacant de la Unió Republicana Femenina, fundada per Clara Campoamor, escrivia als periòdics republicans alacantins en els anys trenta. Va intervenir en el debat sobre el sufragi femení defensant-lo i negant la responsabilitat de les dones en la derrota de l'esquerra en les eleccions de 1933 (Hoy, 22 de novembre de 1933). El maig de 1934 va participar en els actes polítics que protagonitza Victoria Kent, convidada per Unió Republicana Femenina a Alacant: en un míting a Xixona, amb la diputada Francisca Ferrándiz, va convidar les dones a lluitar per la República. El setembre del 1934, va fer una crida en la premsa a les dones espanyoles perquè defensaren la República, perquè tornaren al camí vertader de la democràcia (El Luchador, 5 de setembre de 1934). També va participar en la campanya en demanda de clemència davant de les condemnes a mort d'octubre de 1934, en les quals intervingueren així mateix les agrupacions femenines d'ER, PSOE, UR i Socorro de la República. Com a presidenta de Pro-Infancia Obrera d'Alacant, creada l'abril de 1935, va participar de manera protagonista en l'acollida de xiquets asturians per famílies alacantines després de la revolució d'octubre de 1934. En la campanya electoral de 1936, tot i que no era candidata a diputada, va participar com a oradora en alguns mítings pel Front Popular, a l'Alguenya, el Pinós, Confrides i Benimantell, ja com a presidenta d'Esquerra Republicana Femenina d'Alacant. Aquesta organització convocà un míting electoral a Alacant on participaren, entre altres oradors, el socialista Rodolfo Llopis; presidí l'acte Manolita Luque. A més, durant la guerra Esquerra Republicana Femenina fou molt activa en la rereguarda, des d'on recollí nombrosos donatius per al front i organitzà un hospital de convalescents l'octubre de 1936. En el mateix sentit, Manolita Luque fou presidenta-delegada del Comitè Provincial de la Creu Roja i responsable del Socors Roig Internacional.